# Windows 2.1x
Windows 2.1x (транскр.  Windows 2.1x), такође рекламиран и под називима Windows/286 и Windows/386, породица је графичких оперативних окружења издатих од стране Мајкрософта.

## Windows/286
Windows/286 је Мајкрософтов први оперативни систем који је могао да користи HMA (High-memory-area), која је могла да прелази 640 килобајта RАМ меморије.

## Windows/386
Windows/386 је био далеко напреднији од претходника уведени је заштитни режим за кернел, такође је дозвољаво паралелно покретање више MS-DOS софтвера без заустављања позадниских процеса.

## Минимални хардеверски захтеви
| Хардвер       | Спецификација                                                                    |
| ------------- | -------------------------------------------------------------------------------- |
| Процесор      | Intel 8088 (Препоручено Intel 80286 за Windows/286 и Intel 80386 за Windows/386) |
| RAM           | 512 КB за Windows/286 и 2 МB за Windows/386                                      |
| Хард диск     | Обавезно                                                                         |
| Улазни уређај | тастатура и миш (опционално)                                                     |
| MS-DOS        | 3.0 и новији                                                                     |

## Верзије издања
Као и његов претходник, Windows 2.0, оперативно окружење је објављено са две различите варијанте са различитом CPU компатибилношћу. Међутим, конвенција о козметичком именовању је промењена у „Windows/286“ и „Windows/386“.  Објављена је 27. маја 1988. и била је то прва верзија Windows-а за коју је био потребан хард диск .  
Упркос свом називу, Windows/286 је био потпуно оперативан на 8088 или 8086 процесору, иако не би користио подручје велике меморије пошто није постојао на 8086 процесору.   То је понављање свог претходника, Windows 2.03. Ова варијанта користи додатних 64 KB (Kilo-Byte) од проширене меморије од 286 KB у реалном режиму . Да бисте приступили додатној меморији, HIMEM.SYS је потребан.  Неколико произвођача рачунара је испоручило Windows/286 са Intel 8086 хардвером; један такав пример је био IBM-ов PS/2 Model 25, који је укључивао Windows/286, што је довело до одређене конфузије код купаца.  
Друга варијанта, Windows/386, је напреднија јер је увела језгро заштићеног режима и омогућава да неколико MS-DOS програма ради паралелно у „virtual 8086“ CPU режиму, уместо да суспендује позадинске апликације.  Такође је обезбедио подршку за EMS емулацију, како би се RAM меморија повећала преко границе од 640 KB.  Има побољшано приказивање верзије 80386, а програм за подешавање се сматра бољим од Windows/286.  Windows/386 је дизајниран да користи и конвенционалну и проширену меморију, иако игнорише проширену меморију.  ‍:{{{1}}}Могућности за претварање проширене меморије у проширену меморију су уграђене у Windows/386, иако било који EMS који се посебно контролише не би био доступан на Windows/386.  ‍:{{{1}}}Да би прилагодили Виндовс/386, корисници би морали ручно да промене CONFIG.SYS фајл.  ‍:{{{1}}}Мајкрософт је прекинуо подршку за Windows 2.1 31. децембра 2001.  
Windows 2.11 је објављен 13. марта 1989.  Као наследник оперативног система Windows 2.1, такође је објављен у издањима Windows/286 и Windows/386, са мањим изменама у управљању меморијом и ажурирањима у вези са опцијама штампања.   Примећено је да су трошкови за организације које су користиле Windows 2.11 били нижи. 
1. ↑  „High-Impact Graphics”. PC Magazine. 7 (16). Ziff Davis, Inc. 27. 9. 1988. стр. 38. ISSN 0888-8507. Архивирано из оригинала 2. 7. 2022. г. Приступљено 18. 4. 2022.
2. ↑  Purcaru, Bogdan Ion (2014). Games vs. Hardware. The History of PC video games: The 80's. стр. 415.
3. ↑  Sexton, Michael Justin Allen (12. 11. 2016). „History of Microsoft Windows”. Tom's Hardware. Архивирано из оригинала 22. 9. 2022. г. Приступљено 9. 7. 2022.
4. ↑  „High-Impact Graphics”. PC Magazine. 7 (16). Ziff Davis, Inc. 27. 9. 1988. стр. 38. ISSN 0888-8507. Архивирано из оригинала 2. 7. 2022. г. Приступљено 18. 4. 2022.
5. ↑  Patton, Carole; Mace, Scott (4. 7. 1988). „Windows Gets More Memory With Upgrade”. Info World. 10. InfoWorld Media Group, Inc. стр. 1. ISSN 0199-6649. Архивирано из оригинала 22. 9. 2022. г. Приступљено 9. 7. 2022.
6. 1 2  „High-Impact Graphics”. PC Magazine. 7. Ziff Davis, Inc. 27. 9. 1988. стр. 38. ISSN 0888-8507. Архивирано из оригинала 2. 7. 2022. г. Приступљено 18. 4. 2022.
7. ↑  IBM Personal System 2 and IBM Personal Computer Product Reference. 4. New York: IBM. 1988. стр. 78.
8. ↑  Miller, Michael (17. 8. 1987). „First Look”. Info World. 9. InfoWorld Media Group, Inc. стр. 44. ISSN 0199-6649. Архивирано из оригинала 8. 4. 2022. г. Приступљено 9. 7. 2022.
9. ↑  „Graphical: The Better Interface”. PC Magazine. 8. Ziff Davis, Inc. 12. 9. 1989. стр. 115. ISSN 0888-8507. Архивирано из оригинала 2. 7. 2022. г. Приступљено 18. 4. 2022.
10. ↑  „PC labs tests 24 VGA monitors”. PC Magazine. 9. Ziff Davis, Inc. 15. 5. 1990. стр. 240. ISSN 0888-8507. Архивирано из оригинала 2. 7. 2022. г. Приступљено 18. 4. 2022.
11. ↑  „The Software Side of the 386 Equation: PC Labs Test Five 386-based Multitasking Solutions”. PC Magazine. 8. Ziff Davis, Inc. 28. 2. 1989. стр. 121—131. ISSN 0888-8507. Архивирано из оригинала 16. 11. 2021. г. Приступљено 18. 4. 2022.
12. 1 2  „PC Labs Tests Every 80386”. PC Magazine. 8. Ziff Davis, Inc. 30. 5. 1989. стр. 329—341. ISSN 0888-8507. Архивирано из оригинала 2. 7. 2022. г. Приступљено 18. 4. 2022.
13. ↑  „Obsolete Products”. Support. Microsoft. 25. 7. 2011. Архивирано из оригинала 14. 8. 2005. г.
14. ↑  Cowart, Robert (2005). Special edition using Microsoft Windows XP home. Brian Knittel (3 изд.). Indianapolis, Ind.: Que. стр. 92. ISBN 0-7897-3279-3. OCLC 56647752. Архивирано из оригинала 4. 6. 2022. г. Приступљено 18. 4. 2022.
15. ↑  Schreuder, Duco A. (2014). Vision and visual perception: the conscious base of seeing. Bloomington, IN: Archway Publishing. стр. 428. ISBN 978-1-4808-1294-9. OCLC 898160678. Архивирано из оригинала 2. 7. 2022. г. Приступљено 18. 4. 2022.
16. ↑  Timacheff, Serge; Miller, Michael (4. 6. 1990). „Microsoft Windows 3.0: The Graphics Interface Grows up”. Info World. 12. InfoWorld Media Group, Inc. стр. 113. ISSN 0199-6649. Архивирано из оригинала 22. 9. 2022. г. Приступљено 9. 7. 2022.
17. ↑  Brownstein, Mark (28. 5. 1990). „Windows Drivers For Printers”. Info World. 12. InfoWorld Media Group, Inc. стр. 33. ISSN 0199-6649. Архивирано из оригинала 14. 8. 2021. г. Приступљено 9. 7. 2022.
18. ↑  Johnson, Stuart (17. 9. 1990). „Hidden Windows Costs Worthwhile”. InfoWorld. 12. InfoWorld Media Group, Inc. стр. 13. ISSN 0199-6649. Архивирано из оригинала 2. 7. 2022. г. Приступљено 18. 4. 2022.